# ABC/XYZ-Analyse
Die ABC/XYZ-Analyse ist ein Verfahren der Materialwirtschaft zur besseren Klassifizierung von Lagerbeständen in einem Unternehmen. Sie setzt sich zusammen aus der ABC-Analyse und der XYZ-Analyse. Eine Erweiterung stellt die Kubus-Analyse dar. Hierbei wird zusätzlich die zeitliche Komponente betrachtet (z. B. Umschlaghäufigkeit, Durchlaufzeit, Wiederbeschaffungszeit) und es entsteht ein Würfel mit 27 Feldern.

## Notwendigkeit
Die in vielen Unternehmen angewandte Klassifikation des Lagerbestandes anhand der ABC-Analyse unterteilt die Artikel meist nicht differenziert genug. Sie beurteilt lediglich die Artikel nach ihrem Anteil am Unternehmensumsatz. Daneben ist aber für die Lagerbewirtschaftung auch die Schwankung des Umsatzes eines Artikels ein relevanter Aspekt.
Die ABC/XYZ-Analyse vereint beide Instrumente und bietet somit eine leichtere Bewirtschaftung von Lagern.

## Durchführung
In einem ersten Schritt sind beide Verfahren getrennt voneinander wie gewohnt durchzuführen. Jeder Artikel kann danach in eine von neun Kategorien eingeordnet werden.
|                                  | A Wertanteil 70–80 % | B Wertanteil 15–20 % | C Wertanteil 5–10 % |
| X Hohe Vorhersagegenauigkeit     |                      |                      |                     |
| Y Mittlere Vorhersagegenauigkeit |                      |                      |                     |
| Z Geringe Vorhersagegenauigkeit  |                      |                      |                     |

Die gelb markierten Kombinationen gelten in der Literatur als für Just-in-time-Produktion geeignet.
ABC-Artikel
- A-Artikel: Wertanteil von ca. 70–80 %
- B-Artikel: Wertanteil von ca. 15–20 %
- C-Artikel: Wertanteil von ca. 5–10 %

XYZ-Artikel
- X-Artikel: Artikel mit einem konstanten Bedarf → Hohe Vorhersagegenauigkeit
- Y-Artikel: Artikel mit schwankendem Bedarf → Mittlere Vorhersagegenauigkeit
- Z-Artikel: Artikel mit unregelmäßigem Bedarf → Geringe Vorhersagegenauigkeit

## Interpretation
- AX- und BX-Artikel haben einen hohen Wertanteil und sind gut zu prognostizieren, da sie einem gleichmäßigen Verbrauch unterliegen. Sie sind daher verhältnismäßig einfach zu steuern.
- AZ- bzw. BZ-Artikel sind als problematisch anzusehen. Sie haben einen hohen Anteil am Umsatz, sind aber aufgrund ihres unregelmäßigen Bedarfs schwer steuerbar. Werden zu viele Artikel dieser Kategorie gelagert, dann steigen die Lagerhaltungskosten. Bei einer zu geringen Lagerung kann es zu Engpässen innerhalb der Produktion kommen.